# Robert Burns
Robert Burns (n. 25 ianuarie 1759 - d. 21 iulie 1796) a fost un poet scoțian, precursor al romantismului britanic.
A scris în limba engleză și în dialectul scoțian.
Fiul unui fermier sărăc, a cunoscut încă din copilărie cântecele și poeziile populare transmise pe cale orală.

## Opera
- 1786 - 1794: Poezii, mai cu seamă în dialectul scoțian, ("Poems, Chiefly in the Scottish Dialect");
- 1790: Tom O'Shanter, poem.